# Đọc kinh
Đọc kinh là thuật ngữ mà người Công giáo tại Việt Nam dùng để chỉ việc đọc các lời cầu nguyện hoặc các văn thánh trong cộng đoàn giáo xứ, nhất là lời cầu nguyện và xướng đáp trong thánh lễ. So với Giáo hội Công giáo Rôma toàn cầu, phụng vụ Công giáo tại Việt Nam và các cộng đoàn Công giáo Việt Nam hải ngoại khá là đặc biệt vì sử dụng cung ngâm tụng khi đọc kinh. Trong suốt thánh lễ, tất cả các xướng đáp và lời nguyện được hát hoặc hô vang tiệm cận đến cung hát, rất ít khi theo cung điệu nói. Chính vì vậy, những lời cầu nguyện chung theo cộng đoàn trong thánh lễ, thí dụ như Kinh Lạy Cha, khác với trong một bối cảnh riêng tư. Thánh lễ tiếng Việt hầu như không sử dụng cung điệu kiểu Bình ca Gregoriano tây phương, bởi vì bản dịch tiếng Việt của Sách Lễ Rôma và Nghi thức Thánh lễ không có một nốt nhạc nào.
Giọng đọc kinh của người Việt không được biên soạn hoặc ứng khẩu mà tuân theo một phương pháp chỉ định một nốt hoặc đôi nốt dứt khoát cho mỗi thanh điệu của tiếng Việt. Tùy giáo phận, các thanh điệu được xếp theo hai ba dấu trụ. Thí dụ các giáo xứ Tây Đàng Ngoài sử dụng ba dấu trụ fa-xon-la, nên phần đầu tiên của Kinh Kính Mừng trở thành:
Có người cho rằng kiểu đọc kinh trong phụng vụ Công giáo của người Lào và người H'Mông là do ảnh hưởng của người Việt Nam. Nói chung, các ngôn ngữ có thanh điệu không đọc kinh với cung ngâm tụng, nhưng người Công giáo Phúc Châu tại Phúc Kiến có một phong tục tương tự.